# Hambourg-Ohlsdorf
Ohlsdorf est l'un des 105 quartiers de Hambourg, situé dans l’arrondissement de Hambourg-Nord.
Une grande partie du quartier est occupée par le vaste cimetière d'Ohlsdorf, le plus grand cimetière-parc du monde.

## Personnalités liées au quartier
Sidonie Werner (1860-1932), cofondatrice et présidente de la Ligue des femmes juives est enterrée dans le cimetière juif d'Ohlsdorf.